# Condado de Agenês
Agenês ou Agenense, foi uma antiga região da França, que tinha como sua capital Agen, que hoje é uma comuna francesa. Foi anexada ao território francês em 1472, no reinado de Luís XV.